# Bonandika
Bonandika est un village de la Région du Littoral au Cameroun, situé dans la commune de Bonaléa

## Population et développement
En 1967, la population de Bonandika était de 22 habitants, essentiellement des Bankon (Abo). Elle était de 21 habitants dont 11 hommes et 10 femmes, lors du recensement de 2005.